# The KLF
Pour les articles homonymes, voir KLF.
 (août 2010).
Si vous disposez d'ouvrages ou d'articles de référence ou si vous connaissez des sites web de qualité traitant du thème abordé ici, merci de compléter l'article en donnant les références utiles à sa vérifiabilité et en les liant à la section « Notes et références ».
The KLF (Kopyright Liberation Front), également connu sous les noms de K Foundation, The Timelords, ou encore The JAMs, fut un groupe de musique britannique de l'époque du mouvement Acid house et des débuts de la musique Trance, de la fin des années 1980 au début des années 1990. Fondé par Bill Drummond (alias King Boy D, Time Boy) et Jimmy Cauty (alias Rockman Rock, Lord Rock), issu de la dissolution du groupe The Justified Ancients of Mu Mu, the KLF eut plusieurs succès mondiaux.

## Biographie

### Débuts
En 1986, Bill Drummond était une figure dans l'industrie musicale britannique : cofondateur du label Zoo Records, il était aussi guitariste dans le groupe Big in Japan, et était également le manager d'Echo & the Bunnymen et de The Teardrop Explodes.
Le 21 juillet de cette année, il démissionne de son emploi de directeur artistique au sein du label WEA, expliquant qu'il a bientôt 33 ans 1/3 (c'est le nombre de rotations par minute d'un disque 33 tours), et qu'il est donc temps d'une « révolution dans [sa] vie ». Il sort un album solo assez bien accueilli, The Man.
À la même époque, Jimmy Cauty était le guitariste du groupe Brilliant (groupe au succès limité à la reprise de It's a Man's Man's Man's World de James Brown en 1985, et que Drummond avait signé chez WEA). Cauty et Drummond partagent un intérêt pour la trilogie de romans ésotériques Illuminatus ! (livres qui popularisent la théorie conspirationniste des illuminati).
Ayant relu ces livres à la fin de l'année 1986, et influencé par le hip-hop, Drummond sent qu'il est temps de réagir à la médiocrité ambiante du monde de la pop music : il forme donc avec Cauty un groupe nommé The Justified Ancients of Mu Mu.

### Période The Justified Ancients of Mu Mu
Drummond and Cauty se trouvent des pseudonymes (King Boy D et Rockman Rock) et trouvent le nom de The Justified Ancients of Mu Mu (The JAMs), d'après le groupe de conspirateurs « The Justified Ancients of Mummu » trouvé dans Illuminatus !. Comme les protagonistes du livre, ils souhaitent infiltrer le monde de la musique afin de le renverser.
Leur premier single, All You Need Is Love, a pour thème la couverture de l'épidémie de sida par les médias, et sample allègrement la chanson des Beatles All You Need Is Love ainsi que le hit de Samantha Fox Touch Me (I Want Your Body). Les maisons de disques refusent l'enregistrement, par crainte de poursuites judiciaires, mais un white label est distribué sous le manteau à la presse musicale. Il reçoit des critiques élogieuses, le magazine Sounds en faisant même son « single de la semaine ».
The JAMs remixent et sortent à nouveau All You Need Is Love en mai 1987, retirant ou retouchant les samples les plus évidents. Cette fois, c'est l'hebdomadaire New Musical Express qui en fait son « single de la semaine », et le succès commercial leur permet d'enregistrer tout un album.
Intitulé 1987 (What the Fuck Is Going On?) (traduction : « 1987, bordel, qu'est-ce qui se passe ? »), cet album sort en juin 1987. On y trouve la chanson The Queen and I, qui sample de larges extraits de Dancing Queen, une chanson du groupe ABBA. Les représentants légaux d'ABBA obtiennent rapidement le retrait du marché de l'album. Drummond et Cauty vont jusqu'en Suède afin de rencontrer les membres d'ABBA et de trouver un arrangement, emmenant un journaliste et un photographe du New Musical Express avec eux, ainsi que plusieurs copies de l'album désormais interdit. Ne pouvant rencontrer ABBA, ils rentrent chez eux, non sans avoir brûlé les albums et avoir jeté leurs cendres dans la mer du Nord.
Ils publient également le livre à scandale The Manual, et acquièrent de la notoriété en diverses manifestations incluant le saccage de panneaux d'affichage, une protestation contre les Brit Awards, mettant en scène un mouton mort et des bacs de sang, des annonces étranges dans les journaux, la mise en scène d'un prix alternatif du plus mauvais artiste de l'année (The Alternative Turner Prize), et la crémation d'un million de livres sterling. Le film en résultant, Watch The K-Foundation Burn A Million Quid, est projeté dans tout le Royaume-Uni. Drummond et Cauty signent un contrat où ils s'interdisent de s'expliquer sur le sujet pendant 23 ans.

### Succès de The KLF
Indépendamment des projets alternatifs du groupe, la carrière de The KLF se compose de trois phases principales :
- En 1988-1989, ils produisent un son qu'ils décrivent comme « pure trance », et sortent plusieurs succès acid house largement instrumentaux dont What Time Is Love? et 3AM Eternal.
- En 1989-1990, ils sont plus « ambient house », et sortent un album dénommé Chill Out, de même qu'une vidéo, Waiting. Jimmy Cauty est aussi actif dans les projets ambient parallèles The Orb et Space.
- En 1990-1992, ils se lancent dans la « stadium house ». Les singles originaux sont réenregistrés avec du rap (par Riccardo Da Force, qui assurera plus tard les parties vocales de N-Trance), des bruits de foule et une production pop-rock appuyée. Ces singles, dont What Time Is Love?, 3AM Eternal, Last Train to Trancentral, et Justified And Ancient sont des succès internationaux, en même temps que leur album de 1991 entré dans le Top Ten anglais, The White Room. Pour Justified And Ancient, la star américaine de country Tammy Wynette est invitée au chant.

KLF interprète aussi Justified And Ancient en live, avec le groupe trash punk rock Extreme Noise Terror, à la cérémonie des Brit Awards en 1992. Le groupe avait au départ l'intention de lancer du sang sur la foule, mais en est dissuadé par les avocats de la BBC et par les vegans d'Extreme Noise Terror. La performance est néanmoins agrémentée de rafales à blanc d'un fusil automatique tirées par Bill Drummond dans la foule.
Leurs singles combinent rythmes de dance avec guitares rock et des narrations basées sur leur fictif « Mu Mu Land », issu de Illuminatus !.
Le look affiché par Cauty et Drummond dans certaines de leurs vidéos implique beaucoup de second degré, rockers tout de cuir vêtus, avec des lunettes de soleil, jouant du sitar. Le grand nombre de références à des moutons dans leur œuvre est aussi un indice. Ils sont parfois comparés aux Residents pour leur approche, sinon pour leur musique.

## Discographie

### The Justified Ancients of Mu Mu
Singles
- All You Need Is Love (1987)
- Whitney Joins the JAMs (1987)
- Down Town (1987)
- Burn the Beat (1988)
- It's Grim Up North (1991)

Albums
- 1987: What the Fuck's Going On? (1987)
- Who Killed the JAMs? (1988)
- The History of the JAMs aka the Timelords (1988)
- Shag Times (1989 - UK/Europe version of History)

### Disco 2000
Singles
- I Gotta CD (1987)
- One Love Nation (1988)
- Uptight (Everything's Alright) (1989)

### The Timelords
Single
- Doctorin' the Tardis (1988)

### The KLF
Singles
- What Time Is Love? (1988)
- 3AM Eternal (1989)
- Kylie Said to Jason (1989)
- What Time Is Love? (Live at Trancentral) (1990)
- 3AM Eternal (Live at the SSL) (1991)
- Last Train to Trancentral (Live from the Lost Continent) (1991)
- Justified and Ancient (1991)
- America: What Time Is Love? (1991 US, 1992 UK)
- 3AM Eternal (1992 - with Extreme Noise Terror)

Albums
- Chill Out (1990)
- The White Room (1991)
- MU (remix compilation album 1991)
- Samplecity Thru Trancentral series (Digital uniquement) :
  - Solid State Logik 1 (2021) (Compilation 8 titres hit singles 1988-1991)
  - Come Down Dawn (2021) (Version revisitée de l'album "Chill Out")
  - Solid State Logik 2 (2021) (Compilation 11 titres 12" Master Mixes 1988-2017)
  - The White Room (Director's Cut) (2021) (Version 1989 alternative et inédite de l'album commercial )

### K Foundation
Single
- K Sera Sera (1993)

### 2K
Single
- ***K the Millennium (sic) (1997)